# Palazzo Wielopolski
Il Palazzo Wielopolski è un palazzo che si trova a Cracovia ed è la sede del consiglio comunale di Cracovia e dell'ufficio del sindaco di Cracovia.

## Storia

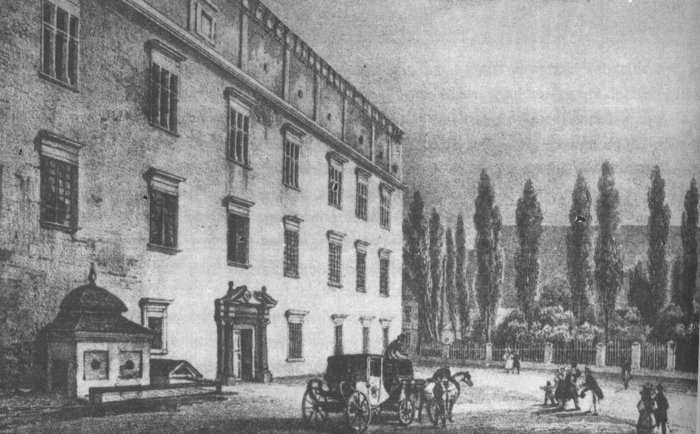
Incisione del 1836 raffigurante il Palazzo

Il palazzo Wielopolski fu costruito tra il 1535 e il 1560 per Jan Tarnowski e, dopo la sua morte nel 1561, il palazzo passò nelle mani delle famiglie Ostrogski e Zamoyski. 

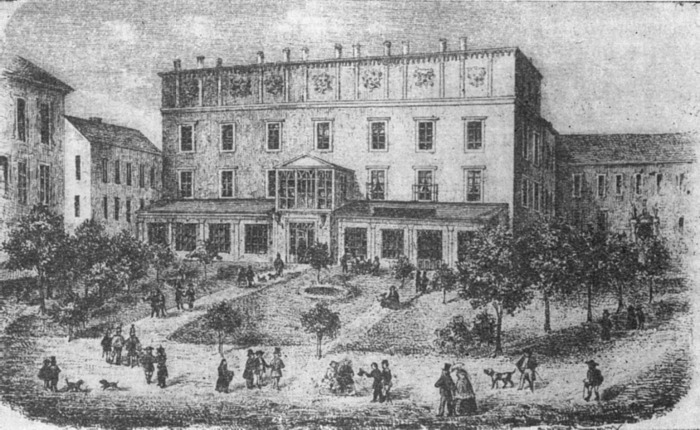
Il palazzo alla fine del XIX secolo

Tra la metà del XVII secolo e la metà del XIX secolo, l'edificio finì nelle mani della famiglia Wielopolski che utilizzarono una parte del palazzo per vari scopi sociali e pubblici, come rappresentazioni teatrali e mostre d'arte tra cui una galleria dei dipinti di Piotr Michałowski, uno dei più grandi pittori polacchi del periodo romantico. 
Durante l'incendio di Cracovia del 1850 il palazzo fu gravemente danneggiato e i Wielkopolski decisero di vendere l'edificio al chirurgo Wojciech Kowalski, che fece le riparazioni necessarie e che nel 1857 lo diede in affitto a un imprenditore viennese che lo utilizzò come caffè, rimodellandone gli interni per balli in maschera e serate musicali.

### Municipio (1864)

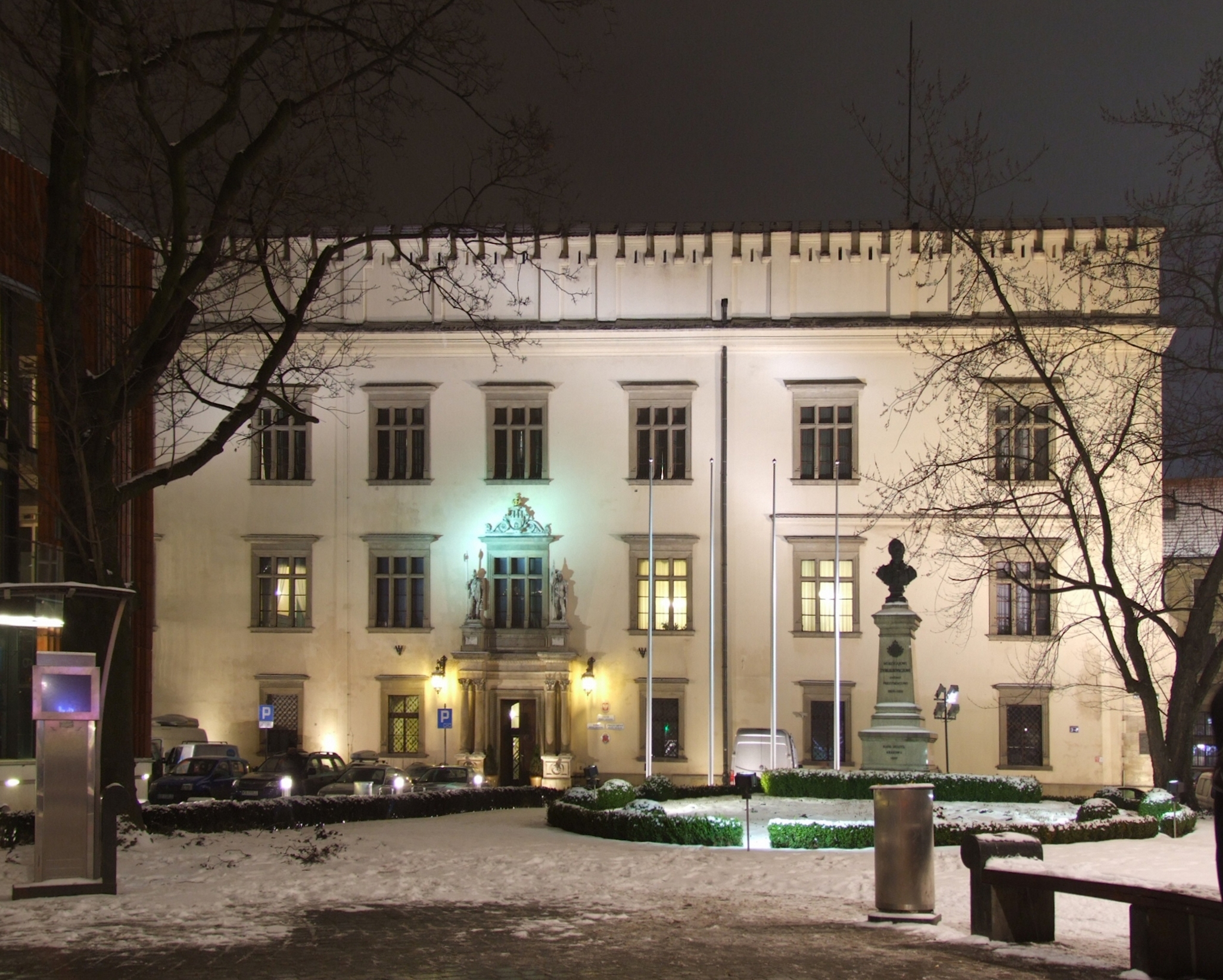
Facciata del palazzo nel 2011

Nel 1864 il palazzo fu acquistato dal Comune di Cracovia e restaurato, tra il 1865 e il 1868, sulla base del progetto dell'architetto Paweł Barański. 
Gli uffici comunali e l'ufficio del Sindaco erano situati al primo piano mentre nel secondo piano è stata creata una nuova camera del consiglio comunale.